# Lucha Campesina
Lucha Campesina är en ort i Mexiko.   Den ligger i kommunen Las Margaritas och delstaten Chiapas, i den sydöstra delen av landet, 800 km öster om huvudstaden Mexico City. Lucha Campesina ligger 1 369 meter över havet och antalet invånare är 263.
Terrängen runt Lucha Campesina är varierad. Runt Lucha Campesina är det ganska glesbefolkat, med 30 invånare per kvadratkilometer. Närmaste större samhälle är Carmen Rusia, 7,7 km nordväst om Lucha Campesina. I omgivningarna runt Lucha Campesina växer i huvudsak städsegrön lövskog.